# 多輻擬金眼鯛
多輻擬金眼鯛（學名：Pempheris multiradiata），又稱多輻單鰭魚，為輻鰭魚綱鱸形目鱸亞目擬金眼鯛科的其中一個種，分布於印度西太平洋澳洲海域，深度可達30公尺，本魚體側扁呈卵形，尾柄細長，眼大，吻圓鈍，無脂性眼瞼，下頜稍突出，腹鰭較小，位於近胸處，頭上半部及背部灰褐色，體色為橘黃色，體側呈數條縱向橫帶，側線明顯帶淡藍色，魚鰭為橘黃色並帶有黑色邊緣，體長可達28公分。主要棲息在岩礁及珊瑚礁區，成群活動，屬夜行性魚類，屬肉食性，生活習性不明。
其种加词“multiradiata”意为“多辐的”。